# St. Michael (Hinteregglburg)

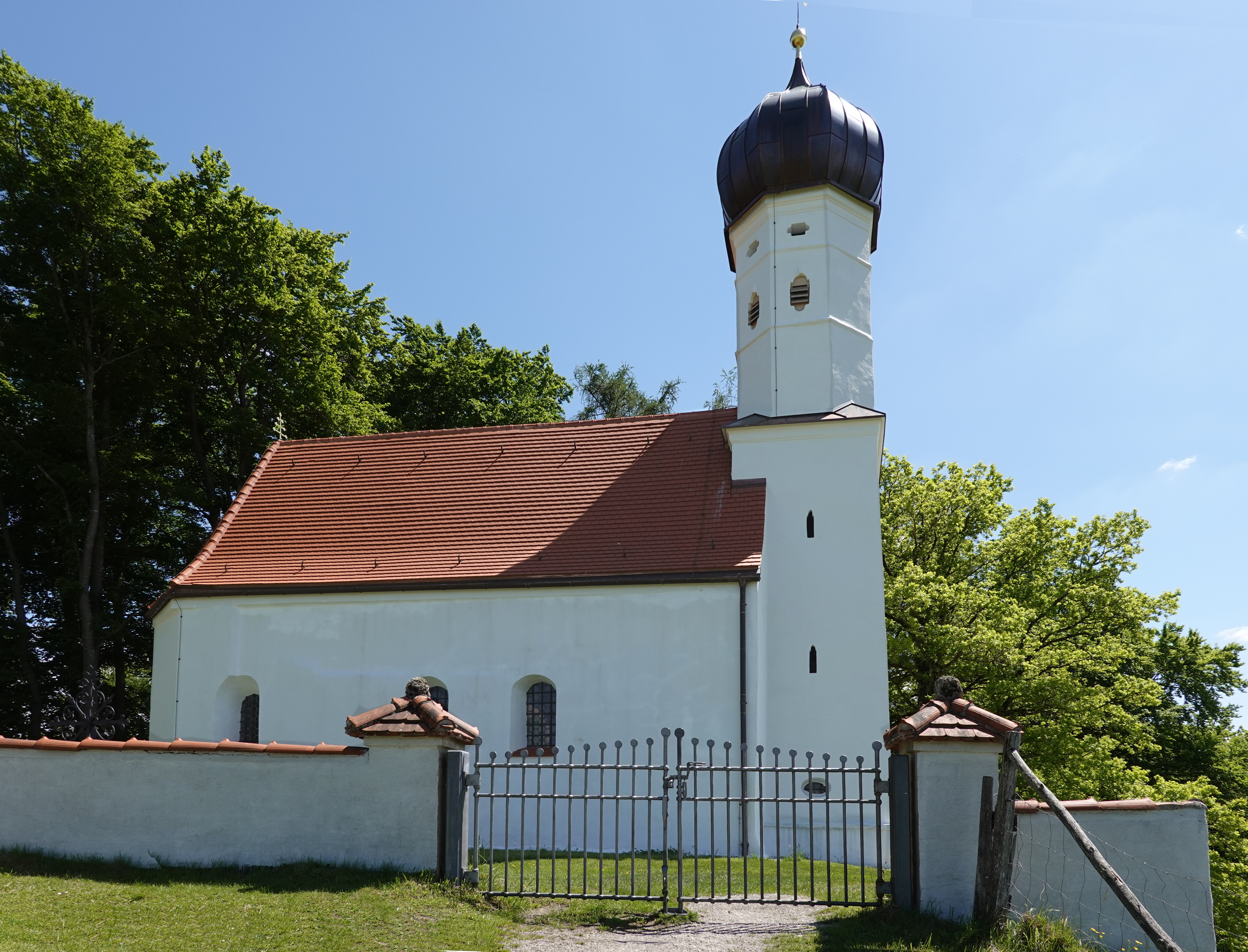
St. Michael in Hinteregglburg

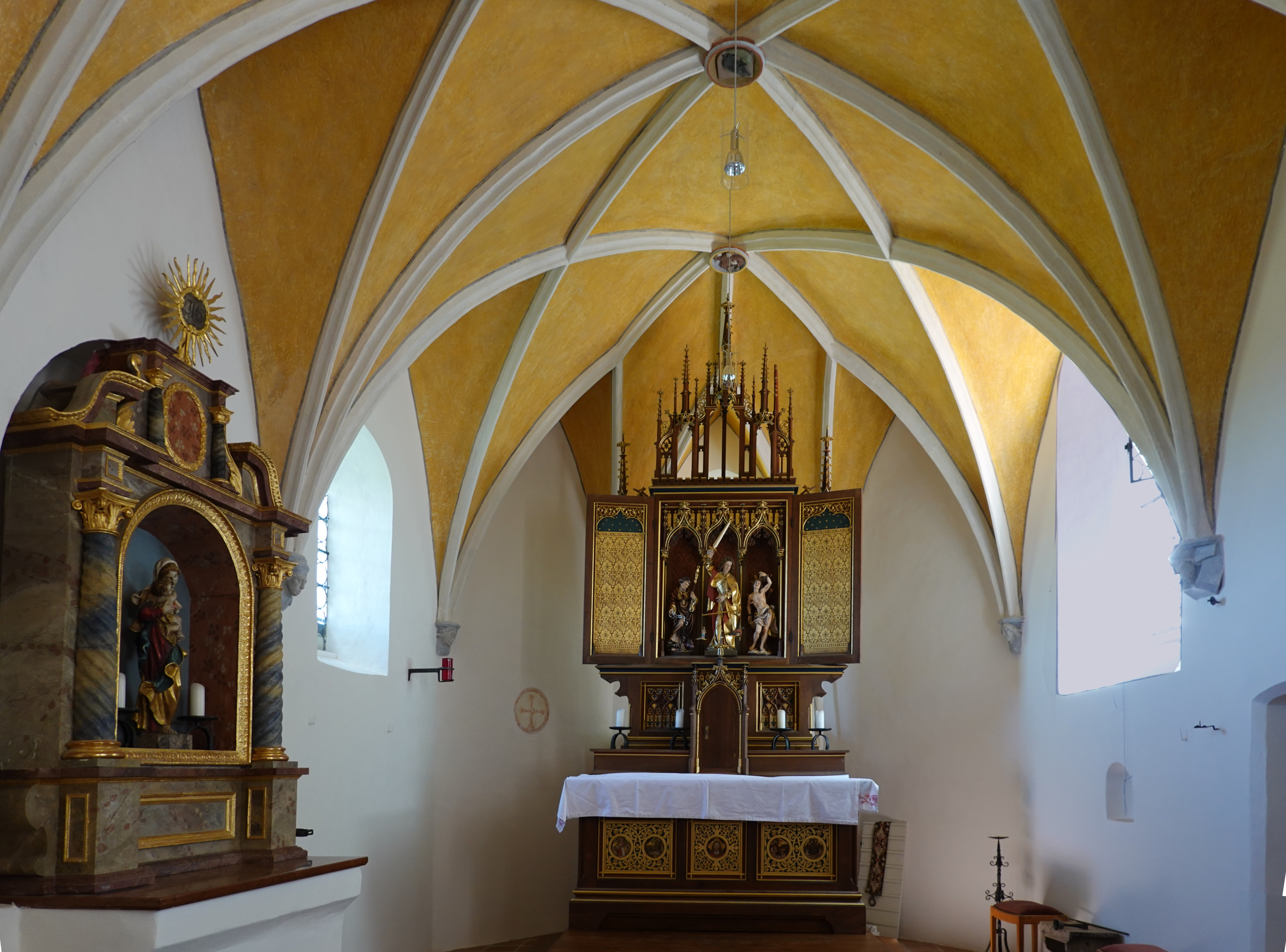
Innenansicht

Die römisch-katholische Filialkirche St. Michael steht in Hinteregglburg, einem Gemeindeteil der Stadt Ebersberg im oberbayerischen Landkreis Ebersberg. Sie ist die Burgkapelle der abgegangenen Egglburg. Das Bauwerk ist in der Liste der Baudenkmäler in Ebersberg als Baudenkmal unter der Nr. D-1-75-115-70 eingetragen. Die Kirche gehört zum Dekanat Ebersberg im Erzbistum München und Freising. 

## Beschreibung
Die im Kern romanische Saalkirche wurde 1479 auf den Grundmauern des um 1200 entstandenen Vorgängerbaus errichtet. Sie besteht aus dem Langhaus, dem dreiseitig geschlossenen spätgotischen Chor im Osten, der Sakristei an der Südwand des Chors, einem Vorzeichen bzw. Vorbau mit dem Portal an der Südwand des Langhauses und dem Fassadenturm auf quadratischem Grundriss im Westen. Der Turm erhielt 1764 sein achteckiges, mit einer Zwiebelhaube bedecktes Obergeschoss, das den Glockenstuhl enthält.
Der Innenraum wurde 1479 mit einem Netzgewölbe überspannt.